# Habronattus dorotheae
Habronattus dorotheae es una especie de araña saltadora del género Habronattus, familia Salticidae. Fue descrita científicamente por Gertsch & Mulaik en 1936.
Habita en los Estados Unidos y México.